# Chữ khắc Achaemenid tại đảo Kharg

Văn tự khắc Achaemenid trên đảo Kharg trước khi bị phá hoại.

Chữ khắc Achaemenid tại đảo Kharg là một văn tự khắc quan trọng thuộc Đế chế Achaemenid, được khám phá vào năm 2007 trong quá trình xây dựng một con đường. Nó nằm trên đảo Kharg, Iran. Văn tự được viết bằng tiếng Ba Tư cổ bằng ký tự hình nêm Sumero-Akkadia Ba Tư cổ. Chiều cao và chiều rộng của văn tự này khoảng một mét. Văn tự được khắc vào khoảng năm 400 TCN. Văn tự bao gồm năm dòng và sáu chữ Ba Tư cổ, trong đó có năm từ chưa được biết đến vào thời điểm khám phá. Ý nghĩa của văn bản là như sau "Vùng đất không được tưới tiêu đã vui vẻ [với việc] tôi mang [nước] ra". Nhà ngôn ngữ học Habib Borjian giải thích rằng, nếu chính xác, kết hợp với lịch sử sử dụng kariz đã được biết đến của hòn đảo, "xuất hiện dưới thời kỳ trị vì của Achaemenid ở gần Trung Đông (550 – 330 TCN)", có thể đề xuất rằng đã có sự định cư của người Ba Tư tại Kharg dưới thời Achaemenid. Tiếng Ba Tư của người định cư thời kỳ Achaemenid có thể là tổ tiên của ngôn ngữ Khargi. Borjian bổ sung thêm, "không có bằng chứng mâu thuẫn để làm cho giả thuyết này trở nên không hợp lý". Một số quốc gia Ả Rập trên Vịnh Ba Tư đã cố gắng chứng tỏ rằng văn tự là giả mạo. Vào năm 2008, văn tự đã bị phá hoại nặng nề tới 70% và hiện chỉ còn một dòng chữ khắc còn tồn tại. Đảo Kharg là một hòn đảo quan trọng thuộc sở hữu của Iran và cần phải có giấy phép để đi du lịch đến đảo. Tổ chức Di sản Văn hóa, Thủ công và Du lịch của Iran phát ngôn rằng, "Văn tự khắc này là bằng chứng cho tên gọi của Vịnh Ba Tư".